# Navuć
Naut (ryska: Науть) är ett vattendrag i Belarus.   Det ligger i voblasten Homels voblast, i den centrala delen av landet, 200 km söder om huvudstaden Minsk.
I omgivningarna runt Naut växer i huvudsak blandskog. Runt Naut är det glesbefolkat, med 16 invånare per kvadratkilometer.